# NC백화점
NC백화점은 이랜드그룹 이랜드리테일에서 운영하는 백화점이다. 송파점과 야탑점은 대한민국 최초 직매입 백화점이다. 동아백화점의 쇼핑점의 경우도 직매입인 NC백화점으로 명칭을 바꾸려 하였으나 대구지역에서의 브랜드 이미지 때문에 기존의 동아백화점 상호를 쓰고 있다. 하지만 운영방식과 매장구성면에서 직매입형인 NC백화점과 같다. 
백화점이라고는 하나 점포 내에 상설매장도 섞여있고 직매입매장도 있어서 일반적인 백화점과는 구성 상 차이를 보인다. 그 안에서도 상설매장 비율과 특정품목 집중도에 따라 다양한 서브 유통명이 붙는다.

## 지점 현황

### 백화점
일반적인 백화점과 비교하여 직매입매장 구성이 높은 편으로 수수료형 백화점과 아울렛의 중간마켓을 파고들었다. 직매입형백화점의 형태를 지니지만 모든 매장이 직매입은 아니고 수수료형매장과 직매입매장이 공존하는 형태이다.

#### 서울특별시
- 송파점 (서울특별시 송파구 문정동 634)

2010년 6월에 개점하였으며, 가든파이브 라이프관에 있다. 서울 지하철 8호선 장지역과 연결되어 있다.
- 강서점 (서울특별시 강서구 등촌동 689)

2011년 9월에 개점하였으며, 舊 그랜드백화점 강서점이 들어섰던 건물을 사들여 개점하였다. 서울 지하철 5호선 발산역과는 거리가 가깝다.
- 불광점 (서울특별시 은평구 대조동 240)

2011년 11월 11일에 개점하였으며, 2001아울렛 시절 舊 팜스퀘어 건물을 사들여 개점한 이후 리뉴얼해 NC백화점으로 새롭게 재탄생하였다. 서울 지하철 3호선, 6호선 불광역과의 거리가 가깝다.
- 신구로점 (서울특별시 구로구 구로중앙로 152)

1993년 9월 10일에 개점하였으며, 舊 AK플라자 구로본점이 들어섰던 건물을 사들여 개점. 서울 지하철 1호선 구로역과는 1번 출구 연결통로와 본관 2층이 연결

#### 부산광역시
- 해운대점 (부산광역시 해운대구 좌동 1467-4)

2011년 9월 7일 2001아울렛에서 리뉴얼해 부산지역 내 NC백화점 1호점으로 재개장하였다. 부산 도시철도 2호선 장산역과는 거리가 가까우며, 지하통로로 연결되어 있다.
- 부산대점 (부산광역시 금정구 장전동 40)

2012년 3월 1일에 개장하였으며, 부산대학교가 민간투자 사업으로 진행되었던 舊 효원굿플러스 쇼핑몰 건물을 인수해 리뉴얼 오픈하였다. 부산 도시철도 1호선 부산대역과의 거리가 가깝다

#### 광주광역시
- 광주역점 (광주광역시 북구 신안동 6-1)

2013년 11월 22일에 개장하였으며, 옛 현대백화점 광주점 건물을 인수해 리뉴얼 재개장하였다. 현대백화점이 송원백화점과의 위탁 계약을 해지하자마자 이랜드리테일과의 위탁 운영을 맡게 되었다. 광주역과 거리가 가깝다.

#### 경기도
- 야탑점 (경기도 성남시 분당구 야탑동 357-1)

1997년 6월 8일 뉴코아백화점 야탑점으로 개점하였으며, 이후 뉴코아아울렛을 거쳐 2010년 9월 8일 NC백화점으로 리뉴얼해 재개장하였다. 수도권 전철 수인분당선 야탑역과 가깝다.
- 고잔점 (경기도 안산시 단원구 광덕대로 194) 고잔점은 2001아울렛 안산고잔점에서 2013년 11월 15일 리뉴얼 오픈한 뒤 NC고잔으로 명칭변경하여 영업을 시작했다.

#### 전라도
- 순천점 (전라남도 순천시 조례동 766)

수수료 방식의 일반 백화점으로 운영되었으나 최근 인근 뉴코아아울렛을 백화점의 별관으로 리뉴얼 오픈하면서 직매입과 자사매장 비율이 늘었다. 전라남도 내의 유일한 백화점이다.

#### 충청북도
- 청주점 (청주시 흥덕구 풍산로 15 가경동)

2019년 9월 27일에 청주고속버스터미널 옆 기존 드림플러스를 인수하여 개점한 충청북도 내의 유일한 NC백화점이다.

### 뉴코아몰
직매입형백화점과 아울렛의 중간 형태로 NC백화점에 비해 상설매장 비중이 높은 점포이다.

#### 대전광역시
- NC 대전중앙로역점 (대전광역시 중구 선화동 3-14)

2014년 4월 30일에 개장하였으며, 갤러리아백화점 동백점 건물을 인수해 사들여 리뉴얼 오픈하였다. 대전 도시철도 1호선 중앙로역과 연결되어 있다. 킴스클럽 미입점 점포이다.
- NC 유성점 (대전 유성구 계룡로 119 (봉명동))

복합쇼핑몰 '골든하이'를 임차하여 2022년 6월 17일 정식 오픈했다.

#### 경기도
- NC 안산고잔점 (경기도 안산시 단원구 고잔동 725-2)

2013년 11월 15일에 2001아울렛에서 리뉴얼해 오픈되었다. 백화점과 아울렛의 중간쯤 되는 구성으로, 정식명칭이 NC백화점 안산고잔점이 아닌 NC 안산고잔점이다. 여기서 nc는 뉴코아몰 이란 서브네임을 가진다. 뉴코아몰의 구성은 백화점과 비슷하지만 상설비중이 반 이상으로 높은 편이다. 수도권 전철 4호선 고잔역과 중앙역에서 가깝다.
- NC 이천점 (경기도 이천시 창전동 152-22)

2014년 5월 10일에 정식 개장하였으며, 안산 고잔점, 대전 중앙로점과 함께 NC 이천점이란 이름을 가지고 있다. 킴스클럽 미입점 점포이다.
- NC 터미널점 (경기도 수원시 권선구 권선동 1189)

2015년 2월 26일에 개장하였다. 수원종합버스터미널내에 위치하고 있다. 킴스클럽 미입점 점포이다.

#### 경상북도
- NC 경산점 (경상북도 경산시 중방동 332-13)

2015년 9월 12일 프리오픈하여 9월 19일 정식오픈했다. 현대밀레몰 쇼핑몰이 영업하던 건물이다. 이랜드리테일의 51번째 유통점포이다. 킴스클럽 미입점 점포로 아동전문관, SPA, 캐쥬얼, 남성복, 여성복 등 패션 상품을 비롯해서 모던하우스와 뷔페까지 갖추고 있다.

### 웨이브
영몰을 컨셉으로 비교적 젊은층 위주의 MD구성이 특징이다.
- NC WAVE 광주충장점 (광주광역시 동구 충장로4가 29-2)

2013년 7월 5일에 개장하였으며, 옛 밀리오레 건물을 인수해 리뉴얼 오픈하였다. 광주 도시철도 1호선 금남로4가역과는 거리가 가깝다. 킴스클럽 미입점 점포이다.
- NC WAVE 전주점 (전북특별자치도 전주시 완산구 고사동 105-3)

2013년 11월 30일에 개장하였으며, 옛 엔테피아 쇼핑몰 건물을 인수해 리뉴얼 오픈하였다. 킴스클럽 미입점 점포이다. 이랜드리테일의 유통점포 중 동아마트 수성점 다음으로 작은 점포로 포항과 경주,신촌에 운영중인 이랜드복합관과도 규모상 큰 차이가 없다.

### 아울렛
- CUBE 커낼워크 송도점 (인천광역시 연수구 송도동 17-1)

프리미엄 아울렛으로 운영중인 쇼핑몰이다. 2013년부터 인천경제자유구역청으로부터 사업 운영권을 따낸 후, 지금의 형태로 운영되고 있다. 인천 도시철도 1호선 국제업무지구역과의 거리는 가깝다. 아울렛이라곤 하나 상설매장 비중이 크지는 않다. 대한민국의 1군 업체의 상설매장이 입점해 있다. 킴스클럽 미입점 점포이다.

뉴코아아울렛 인천점

- 인천점 (인천광역시 남동구 인하로 485) 1995년 11월 30일 하이웨이백화점으로 개점, 뉴코아백화점에서 뉴코아아울렛으로 변경되었다.

2016년 3월 엑스코점

- OUTLET 엑스코점 (대구광역시 북구 산격2동 1668)

2012년 9월 21일에 개장하였으며 舊 올브랜 건물을 인수해 이랜드가 운영권을 넘겨받아 NC아울렛으로 현재 위탁운영중이다. 대구광역시 북구 유통단지로 14길 22에 위치하고 있다. 상설매장 비중이 가장 큰 점포이다. 킴스클럽 미입점 점포이다.

### 폐점된 점포
- 평촌점 (경기도 안양시 동안구 호계동 1040-1)

1994년 11월에 뉴코아백화점 평촌점으로 개장하였으며, 인근에 롯데백화점 평촌점이 개점하자마자, 뉴코아아울렛 계열에서 직매입 방식으로 바뀌었다. 이후에는 사업부도 이관되었다. 수도권 전철 4호선 범계역과 가깝다. 2017년 5월 31일을 끝으로 폐점하였다.
- NC 서면점 (부산광역시 부산진구 전포동 688-1)

2015년 5월 21일에 개장하였으며 밀리오레로 영업을 시작해서 최근까지는 디시티로 영업을 하던 부산의 대표적인 쇼핑몰이었다. 이랜드리테일이 운영하는 50번째 유통점포이고 부산에선 5번째로 선보이는 곳이며 규모는 서울 외 최대이다. 최대규모의 모던하우스를 비롯해서 많은 이랜드브랜드들이 입점해 있다. 적자와 영업부진으로 인하여, 2024년 5월 27일에 폐점하였다.

### 예정
- NC 당산점 (서울특별시 영등포구 당산동5가 16-7)

2013년 3월 27일에 여성전용 백화점인 NC레이디스 당산으로 재개점하였다가 다시 2015년 9월 17일 NC 당산으로 리뉴얼 오픈 하였다. 원래는 이랜드의 최초 유통점포인 2001아울렛 당산점이었다. 서울 지하철 2호선, 9호선 당산역과 연결되어 있다. 킴스클럽 미입점 점포이다. 2016년 12월 31일을 끝으로 폐점하였지만, 최근 건물 구분 소유자들의 동의를 받아 리모델링 한 후 빠르면 내년 하반기 재오픈 예정
- 부평점-점포명 미정. 2001아울렛 (구 현대백화점)에서 변경
- 목포남악점-점포명 미정. 남악신도시 토지분양과함께 최고가로 낙찰받아 부지를 매입. 매각할것인지 출점할것인지 확실하지 않으나 최근 경영 개선에 힘입어 출점가능성이 더 높게 점쳐지고 있다.